# Sisyphus indicus
Sisyphus indicus là một loài bọ cánh cứng trong họ Bọ hung (Scarabaeidae).